# Pipe Mania
Pipe Mania — компьютерная игра-головоломка, разработанная в 1989 году компанией The Assembly Line для Amiga. Она была портирована на несколько других платформ компанией LucasFilm под названием Pipe Dream. LucasFilm выступил в качестве генерального дистрибьютора игры в США. Задачей игрока является построение непрерывной трубопроводной сети на клетчатом поле из случайных сегментов труб за ограниченное время.
Windows-версия игры вошла в MS Windows Entertainment Pack. В 1990 году японский производитель игровых автоматов Video System Co. Ltd. выпустил аркадную версию игры, внеся в неё небольшое изменение: игрок должен был соединять с помощью случайных сегментов вход и выход трубопровода.
Спустя продолжительное время после своего первого релиза принцип Pipe Mania нашёл применение в мини-играх, представляющих взлом или обход систем безопасности в более крупных компьютерных играх.
Pipe Mania имеет сходство с аркадной игрой Konami 1982 года Loco-Motion, в которой объекты медленно перемещаются клетчатому игровому полю, элементы которого игрок должен корректировать, чтобы получить требуемый путь.

## Игровой процесс
Используя различные сегменты труб, поочерёдно предоставляемые игроку, необходимо построить путь для потока слизи, которая начинае течение от стартовой клетки после небольшой задержки. Сегменты не могут вращаться и должны быть размещены в том виде, в котором присутствовали в очереди. Игрок может заменить ранее уложенный сегмент, щелкнув по нему, пока его не достигла слизь, однако это приводит к небольшой паузе, прежде чем можно будет уложить следующий сегмент. Для перехода на следующий уровень нужно составить путь определённой длины, прежде чем его полностью заполнит слизь. Некоторые уровни также содержат окончание трубопровода, к которому нужно выстроить путь от начала, при этом также выполняя требование по минимальной длине пути.
На каждом следующем уровне время до начала течения слизи уменьшается, а её скорость увеличивается. На более высоких уровнях появляются специальные сегменты труб: аккумуляторы, задерживающие на некоторое время слизь; сегменты, пропускающие слизь только в одном направлении; бонусные сегменты. Также на игровом поле появляются препятствия и сегменты, позволяющие слизи перетекась с одного края игрового поля на другой.
За прохождение уровня с использованием пяти сегментов-перекрёстков игрок получает 5000 бонусных баллов. На бонусных уровнях игровое поле, за исключением одной клетки, заполнено сегментами труб, и игроку нужно построить трубопровод, последовательно перемещая сегменты на пустое место (аналогично игре «Пятнашки»).

## Поздние версии
Версия игры с трёхмерной графикой была выпущена для консоли PlayStation в 2000 году под названием Pipe Dreams 3D в США и Pipe Mania 3D в Великобритании. Появлялись многочисленные клоны: Wallpipe, Oilcap, Oilcap Pro, MacPipes, Pipe Master, Pipeworks, DragonSnot, PipeNightDreams, Fun2Link. Мрачная интерпретация под названием Troubled Souls была выпущена для компьютеров Macintosh в 1994 году. Существует также версия с открытым исходным кодом  Vodovod, доступна для Windows и Linux. Многие сотовые телефоны компании Nokia поставляются с предустановленной версией игры под названием Canal Control.
10 марта 2008 года компания Empire Interactive анонсировала выпуск римейк Pipe Mania для PC, PlayStation 2, Wii, Nintendo DS и PlayStation Portable. Игра вышла в сентябре 2008 года.
Игра была портирована на iPhone компаниями Virtual Programming и Robosoft в июле 2009 года.

## Мини-игры
В игре BioShock вариация на тему Pipe Mania используется в качестве средства для взлома механизмов.
В игре Alien Swarm существует упрощенная версия Pipe Mania, сходная с мини-игрой в BioShock. Для представления взлома компьютеров и обхода систем безопасности клон игры используется в играх Saints Row IV и в Warframe соответственно.
В северокорейской игре под названием Railway Assemblage (Chosongul:렬차길 맞추기 Ханджа:列車길 맞추기), созданной при поддержке государственного информационного сайта Uriminzokkiri (Chosongul:우리민족끼리), есть упрощенный вариант Pipe Mania. Цель игры состоит в соединении участков железной дороги, составляющей путь из Южной Кореи в Северную, прежде чем по нему поёдет скоростной поезд, напоминающий KTX. Игра выпущена 9 декабря 2006.
В игре Puzzle Agent есть головоломка, в которой главный герой Нельсон Тезерс должен ремонтировать дымоход, используя принцип Pipe Mania.

## Восприятие
| Сводный рейтинг | Сводный рейтинг |
| Агрегатор       | Оценка          |
| --------------- | --------------- |
| GameRankings    | 72,89 %         |

Обзор игры опубликован в 1994 году в журнале Dragon #211. Обозреватели разошлись во мнениях: один не стал оценивать игру, а другой поставил версии для Macintosh 2½ из 5, а версии для Windows — 4½ из 5 звёзд.